# Plowmania nyctaginoides
Plowmania  es un género monotípico de plantas con flores perteneciente a la subfamilia Petunioideae, incluida en la familia de las solanáceas (Solanaceae). Su única especie:  Plowmania nyctaginoides, es originaria de México y Guatemala.

## Descripción
Alcanza un tamaño de 0,9 a 1,5 m de altura.  La hojas con peciolos de hasta 1 cm de largo, las láminas foliares tienen de 3 a 10 cm de largo, son oval-elípticas. Las flores son tubulares, con corola de color naranja con una base de color verdoso, y con la garganta de color amarillo dorado. 

## Taxonomía
Plowmania nyctaginoides fue descrita por (Standl.) Hunz. & Subils y publicado en Kurtziana 18: 127, en el año 1986.
Sinonimia
- Brunfelsia nyctaginoides Standl. basónimo[2]